# Paraonidae
Famille
Les Paraonidae sont une famille de vers marins polychètes.

## Liste des genres
Selon World Register of Marine Species (6 janvier 2019) :
- genre Aparaonis Hartman, 1965
- genre Aricidea Webster, 1879
- genre Cirrophorus Ehlers, 1908
- genre Levinsenia Mesnil, 1897
- genre Paradoneis Hartman, 1965
- genre Paraonides Cerruti, 1909
- genre Paraonis Cerruti, 1909
- genre Sabidius Strelzov, 1973

## Publication originale
- Cerruti, 1909 : Contributo all'anatomia, biologia e sistematica delle Paraonidae (Levinsenidae) con particolare riguardo alle specie del golfo di Napoli. Mittheilungen aus der Zoologischen Station zu Neapel, vol. 19, n. 3, pp. 459-512 (texte intégral) (it).